# عين بيضة (الداخلة)
عين بيضة قرية مغربية تقع على ضفة المحيط الأطلسي جنوب مدينة الداخلة. تنتمي عين بيضة إدارياً إلى جماعة إمليلي في إقليم وادي الذهب التابع لجهة الداخلة وادي الذهب.

## الموقع الجغرافي
تقع عين بيضة على الطريق الوطنية رقم 1 ، في الجزء الرابط بين مدينة الداخلة و جماعة بير كندوز، على بعد حوالي 230 كيلومترا جنوب الداخلة. 

## النشأة
تم إنشاء قرية عين بيضة سنة 2005 في إطار برنامج تنموي لوزارة الفلاحة و الصيد البحري، يهدف إلى إنشاء قرى الصيادين و نقط تفريغ مجهزة على امتداد الساحل المغربي، من أجل تعزيز قطاع الصيد البحري و إنعاش الصيد التقليدي.  و هي واحدة من القرى العشرة المنشأة في المناطق الجنوبية ( جهة العيون الساقية الحمراء و جهة الداخلة وادي الذهب ) ،